# ماريا إيلينا والش

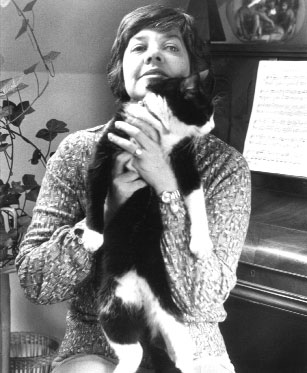
ماريا إيلينا والش وليدا فالاديراس سنة 1960.

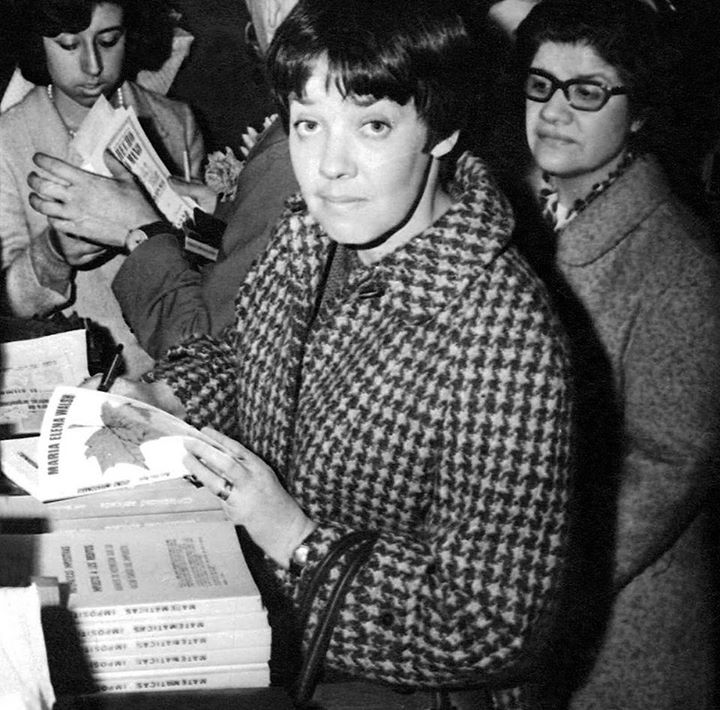
والش توقع نسخا من مؤلفاتها سنة 1962.

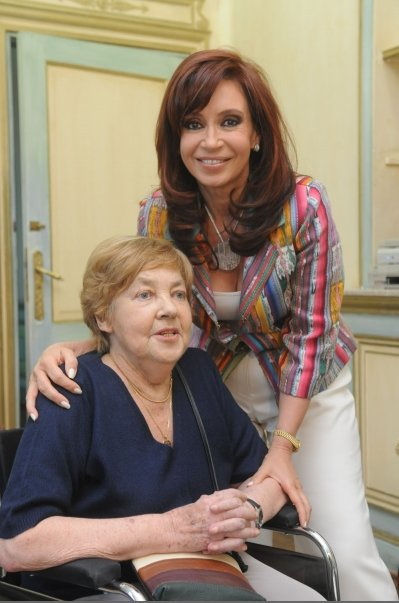
ولاش مع رئيسة الأرجنتين السابقة كريستينا فرنانديز دي كيرشنر سنة 2008.

ماريا إيلينا والش (بالإسبانية: María Elena Walsh) (1 فبراير 1930 – 10 يناير 2011) هي شاعرة، روائية، موسيقارية، كاتبة مسرحية، كاتبة وملحنة أرجنتينية، اشتهرت بسبب أغانيها وكتبها الخاصة بالأطفال، الذين اعتبرتهم «أساطرة حية، أبطال ثقافيين وقمم الطفولة».
| ماريا إيلينا والش   | ما تكتبه ماريا إيلينا يعالج أهم عمل في جميع الأوقات وهو النوع، مثل أعمال لويس كارول، أليس أو بينوكيو، عمل يؤمن الطريق لفهم العلاقة بين الشعر والطفولة. | ماريا إيلينا والش |
| — ليوبولدو بريزويلا | |                   |

## حياتها
ولدت ماريا إيلينا وارش بفيا سارمينتو، راموس ميخيا، لعامل السكة الحديدية وعازف بيانو إنجليزي ذو أصل آيرلندي، ولامرأة أرجنتينية ذات أصل أندلسي. عاشت في طفولتها في منزل كبير، وكانت تستمع بالقراءة والاستماع إلى الموسيقى في بيئة ثقافية. عندما بلغت ال15 عاما، نُشرت بعض أشعارها في مجلة إل هوغار (El Hogar) وفي جريدة الأمة (La Nación). في عام 1947، قبل تخرجها من مدرسة الفنون، نشرت أول كتاب لها «خريف لا يغتفر» (Otoño Imperdonable)، عبارة عن مجموعة من القصائد التي تعرضت للانتقادات والتي تلقت اعترافا من أهم كتاب أمريكا اللاتينية.
بعد التخرج عام 1948، انتقلت إلى أمريكا الشمالية بعد دعوة الشاعر خوان رامون خيمينيث ثم إلى أوروبا خلال حقب البيرونية واستقروا بباريس التي أمضت بها 4 أعوام في بدايات 1950. في هذه الفترة، شاركت والش في حفلات مناصفة مع فلكلوريين أرجنتينيين والمغني الأرجنتيني ليدا فالاديراس (المزداد في 1919)، من خلال هذا الديو سجلوا «أغنية العالم» (Le chant du monde).
رجعت إلى الأرجنتين سنة 1956 بعد ثورة الليبيرتادورا. من 1958 فصاعدا، كتبت وارش العديد من الحوارات التلفزية، مسرحيات، قصائد، كتب وأغاني، مخصصة للأطفال، كما مثلت وغنت على خشبة المسرح وسجلتهم بعد ذلك في ألبومات، أمثال « الأغاني بالنسبة للمشاهد، الأغاني بالنسبة لي ولبلد نوميكويردو» (Canciones para mirar, Canciones para mí and El País de Nomeacuerdo). «نلعب في العالم» (Juguemos en el mundo)، هو أيضا ألبوم يضم عرض ساخر للكبار، والذي حول إلى فيلم بنفس الاسم، قصته مختلفة عن العرض الأصلي والأغاني المسجلة. شخصيات الفيلم هي دونيا ديسبارات وبامبوكو، وأخرجه وكيلة أعمالها في ذلك الوقت، ماريا هيرمينا أفيلانيدا (1933–1997).
دائما ما تتضمن أعمالها رسالة سياسية، كما هو الحال في أغنتيها «بلد النوميكويردو» التي استُخدمت فيما بعد كموضوع لفيلم الحكاية الرسمية، الفائز جائزة الأوسكار سنة 1985 كأفضل فيلم بلغة أجنبية
خلال فترة الديكتاتورية العسكرية (1976–83)، عبرت بأغنيتها «صلاة من أجل العدالة» (Oración a la justicia) عن انتقداها لنظام الرقابة وأصبح نشيد للحق المدني.
في عام 1985 استقبلت عنوان لمعان المواطن في مدينة بوينوس آيرس ، وفي 1990 سميت بالدكتوراه الفخرية لالجامعة الوطنية لقرطبة وكذلك الأشخاص اللامعين لمقاطعة بوينوس آيرس.
في 1994، فازت بجائزة هانس كريستيان أندرسن المقدمة من طرف المجلس الدولي لكتب الأطفال الصغار (International Board on Books for Young People)

## وفاتها
توفت ماريا إيلينا في 1 يناير 2011 في بوينس آيرس عن عمر يناهز 80 عاما بسبب سرطان العظام.

## حياتها الشخصية
وكيلة أعمال والش مابين 1978 إلى وفاتها هي الأرجنتينية سارة فاسيو (المزدادة ب18 أبريل 1932)، وهي مصورة فوتوغرافية.

## أعمالها

### كتب
أصدرت والش أول قصيدة لها في عمر 15 سنة في مجلة البيت الأرجنتينية، كانت تهوى كتابة المؤلفات الخاصة بالأطفال حيث أصدرت أكثر من 40 كتابا، فيما يلي لائحة لمؤلفاتها حسب الأعمار.

#### كتب للكبار
خريف لا يُغتفر (بالإسبانية: Otoño imperdonable) 1947
- السفر فقط (بالإسبانية: Apenas Viaje) 1948
- قصص الإنجيل (بالإسبانية: Baladas con Angel) 1951
- معجزة تقريبا (بالإسبانية: Casi Milagro) 1958
- حقيقة اليد (بالإسبانية: Hecho a Mano) 1965
- لنلعب في العالم (بالإسبانية: Juguemos en el mundo) 1971
- صفارات الإنذار والقبطان (بالإسبانية: La Sirena y el Capitán) 1974
- كاتب ضد العين (بالإسبانية: Cancionero contra el Mal de Ojo) 1976
- قصائد (بالإسبانية: Los Poemas) 1982
- عرسان الأمس (بالإسبانية: Novios de Antaño) 1990
- مصائب في رياض الأطفال (بالإسبانية: Desventuras en el País-Jardín-de-Infantes) 1993
- ساحة فندق بيوهو (بالإسبانية: Hotel Pioho's Palace) 2002
- شبح في الحديقة (بالإسبانية: Fantasmas en el Parque) 2008

#### كتب للأطفال
- حديقة حيوانات لوكو (1965)
- بلاد الهندسة (1974)
- فهمت فهمت (1984)
- سحابة غادرة (1989)

### ديسكوغرافيا
دسجلت والش بضعة ألبومات لأغاني للأطفال وللمراهقين أيضا، ألبومها الأول دخل ضمن فلكلور الأرجنتين حيث تشاركت مع المغنية ليدا فالاديراس. وتعتبر الأسطوانة Manuelita la Tortuga من أشهر أغانيها.